# Vojna doktrina
Vojna doktrina predstavlja formalno izražavanje vojne znanosti, mišljenja i iskustva koja oružane snage prihvaćaju kao relevantne za određeno vrijeme i koje obuhvaćaju prirodu suvremenih i budućih sukoba te pripremu oružanih snaga za sukobe i metode uspješnog djelovanja u tim sukobima. Jedna od temeljnih karakteristika uređene organizacije jest posjedovanje pravila i načela djelovanja, stoga je u vojnoj organizaciji ključno imati usvojenu doktrinu kojom se omogućava usklađeno korištenje sposobnosti u provedbi misija i zadaća. 
Vojna doktrina temelji se na usmjerenoj pripremi znanstveno zasnovanih principa o vođenju rata, temeljnim načelima i opredjeljenjima politike nacionalne sigurnosti, odnosno strategiji obrane, doktrine obrane, vojne strategije, iskustvima uporabe vojne sile u današnjem međunarodnom okružju te na iskustvima iz ratova. Vojnu doktrinu usvajaju najviša državna, odnosno vojna tijela.
Sustav doktrinarnih dokumenata obuhvaća združnu doktrinu (opću vojnu doktrinu), doktrine grana, rodova, struka i funkcionalnih područja, a svrha im je usmjeriti sustav izobrazbe i obuke k stvaranju planova i programa usmjerenih na misije i zadaće oružanih snaga. Službeno verificirana doktrina publicira se kroz sljedeće pisane forme:
- Priručnike za uporabe.
- Norme.
- Smjernice.
- Priručnike.
- Upute.
- Instrukcije.
- Priručnike.
- Udžbenike.
- Stručne publikacije i drugo.

Vojnu doktrinu odobrava načelnik Glavnog stožera. Vojna doktrina u OS RH dijeli se na:
- Združenu.
- Gransku ili posebnu.
- Rodovsku ili taktičku.
- Funkcionalnu.

## Združena doktrina
Združena doktrina je umijeće i znanost, a bavi se pripremom i vođenjem odnosno uporabom OS RH u cjelini ili združenih snaga sastavljenih od najmanje dviju grana.
Glavna zadaća združene doktrine je osigurati usklađeno djelovanje združenih snaga intergranskog sastava sukladno jedinstvenom planu i zamisli za uporabu OS RH na integriranom bojištu radi ostvarenja vojno strategijskih ciljeva koji su u funkciji obrane nacionalnih interesa i postizanje nacionalnih ciljeva.

### Značaj združene doktrine
Združena doktrina kroz svoja doktrinarna izdanja, odnosno svoje publikacije omogućuje:
- - Određenje uporabe OS i odgovara na pitanja, kako ratovati, kako provoditi operacije i kako pobijediti.
  - Odrediti kako OS, kao dio jedinstvenih snaga obrane, namjeravaju provoditi vojne djelatnosti u miru, krizi i ratu.
  - Lakšu i kvalitetniju komunikaciju među vojnim osobljem.
  - Uspostavljanje međusobno profesionalan odnos i kulturu.
  - Izradu planova i programa u sustavu vojne obuke i školovanja.
  - Određivanje općeg smjera modernizacije, ali se i sama prilagođava trendu modernizacije.
  - Određivanje standarde razvoja, vođenja i izobrazbe pripadnika OS.
  - Pomaže zapovjedniku pri određivanju odgovarajućeg djelovanja u raznim okolnostima.
  - Jasnoću razmišljanja u kaosima kriznih i ratnih situacija.

### Cilj združene doktrine
Cilj združene doktrine je razviti puni potencijal OS te ga učinkovito primijeniti na združene, taktičke i druge operacije u miru i ratu. 
Združena doktrina ima konceptualni pristup, što znači da treba pobijediti protivnika nastojeći rastrojiti njegov moral i fizičku koheziju, njegovu borbenu sposobnost kao djelotvornu usklađenu cjelinu, umjesto da ga se dugotrajno fizički razara i uništava.

## Granska (posebna) doktirna
Granska doktrina je doktrina koja se bavi pripremama i uporabom pojedinih grana, kao i izradom doktrinarnih dokumenata, tehnika i procedura u okviru grana.

## Rodovska (taktička) doktrina
Taktička doktrina je doktrina koja se bavi izradom i razvojem svih aktivnosti, postupaka, normi i priručnika na taktičkoj razini (oklopništvo, topništvo, pješaštvo, inženjerija).
Doktrina svake vojske sažet je izraz njenog pristupa ratnim pohodima, operacijama, bitkama i okršajima. Taktike, tehnike, procedure, organizacije, potpore, struktura, oprema i obuka se mora zasnivati na usvojenoj doktrini.

## Funkcionalna doktrina OS
Funkcionalna doktrina je doktrina koja se bavi konceptom, tehnikama i procedurama u obuci, izobrazbi, personalnom upravljanju, logističkoj potpori i obavještajnim sustavima.

## Personalna doktrina
Personalna potpora treba ostvariti učinkovito upravljanje personalnom spremnošću koja zahtjeva kontinuirano prikupljanje, povezivanje i raščlanjivanje kritičnih obavijesti o personalnoj jačini u postrojbama s ciljem predviđanja budućih potreba u operacijama sukladno operativnim potrebama.

## Obavještajna doktrina
Obavještajna potpora obuhvaća pitanja koja se odnose na vojno-obavještajne poslove, protuobavještajna i sigurnosna djelovanja, te vojno-obavještajnu obuku.

## Dotrina obuke
Sustav obuke mora osigurati kvalitetnu i sadržajnu obuku vojnika, dočasnika i časnika, ali i posada i postrojbi. Kroz različite oblike obuke moraju prolaziti zapovjedništva i stožeri, koja će im omogućiti uspješno djelovanje u operacijama različitog djelovanja i intenziteta, ali i sposobnost za združeno ratovanje.
Sustav školovanja, također mora osigurati kvalitetno i sadržajno školovanje vojnika, dočasnika i časnika, koji će svoja znanja primjenjivati u postrojbama (na zapovjednim ili drugim dužnostima).

## Logistička doktrina
Logistika mora uspostaviti odgovarajući sustav logističke potpore koji će biti u stanju osigurati, prevesti i razdijeliti veće količine vojnog materijala i poduprijeti ljudstvom i opremom te rezervnim dijelovima, održavanjem i popravcima za koje je zadužena u sklopu združenih operacija.

## Elementi vojne doktrine

### Ciljevi
Vojne snage za postizanje političkog cilja djeluju u političkom kontekstu. Politička situacija u domovini, među saveznicima u širokom međunarodnom okružju imat će veliki utjecaj na način uporabe Oružanih snaga. 
Vojna doktrina mora omogućiti ostvarenje nacionalnih interesa. U slučaju rata za nacionalni opstanak politički cilj će biti jasan i nesumnjiv. S druge strane, ako bitni nacionalni interesi nisu u pitanju, može biti potrebno prilagoditi politički cilj tako da bude u skladu s tim što se realistički može postići sa zakonitom i primjerenom uporabom vojnih snaga, uključujući pripremne snage na raspolaganju. Zapravo, odluka da li će se intervenirati ili neće ovisit će o procjeni o načinu postizanja političkog cilja i cijeni eventualne operacije. 
Procjena mora sadržavati sljedeće čimbenike: angažirane snage, žrtve, gospodarsku strukturu, nacionalni ugled te ih usporediti sa stupnjem državnog interesa u potencijalnom sukobu. 
Vojni ciljevi bi se trebali izraziti u smislu pobjede. U nekim operacijama to može biti uništenje protivničke volje te cjelokupnog ili djelomičnog razaranja protivničke vojne sposobnosti. U drugim slučajevima, uspjeh može uključiti i složenije pojmove (npr. uspostavljanje uvjeta koji bi omogućili humanitarne operacije, dovođenje sukobljenih strana na pregovarački stol ili da se dovede protivnika na to da se povuče). Međutim, rijetko kad je moguće definirati ciljeve tako jasno kako bi vojska to željela. 
Tijekom krize ili operacije postoji mogućnost da se promjene situacija i šire okolnosti i onda se i politički ciljevi moraju ponovno pregledati. Prema tome, neophodno je stalno pregledavati vojne ciljeve. Ali kakve god bile okolnosti, jasne strateške smjernice su neophodne za vojne operacije. 

### Protivnik
Protivnik mora biti jedna od središnjih točaka doktrine. Neophodno je razumjeti motivaciju protivničkog vodstva, njegovih snaga i stanovništva da bi se definirala njihova shvaćanja, te uništila njihova volja za borbom. Polazna točka mora biti poznavanje svih aspekata protivnika, uključujući politiku, ekonomiju, geografiju i kulturu, kao i stanje njegovih oružanih snaga. 
Važno je da se uvijek pokuša predvidjeti protivnička doktrina kako bi ju se omelo i kako bi se obranili od onoga što on namjerava nama učiniti, umjesto da se isključivo koncentriramo na to što mi možemo njemu učiniti. 
Tijekom planiranja mora se stalno misliti na koji način protivnik može reagirati da bi spriječio naša djelovanja. Ako se protivnika suoči s nadmoćnim snagama, on može jednostavno odustati od borbe. Ako se protivnika dovede u nesiguran položaj, on to može sanirati ponovnim prestrojavanjem snaga da bi ponovno zadobio svoje prednosti pronalaženjem nove taktičke ili tehničke protumjere, odnosno započeti novu stratešku inicijativu. 
Protivnik će gotovo uvijek pokušati provesti protunapadnu akciju, iako će biti suočen sa znatno nadmoćnijim snagama. 
Kako bi vojna doktrina bila uspješna potrebito je unaprijed misliti na protivničke reakcije i pokušati ih spriječiti. Protivnika je potrebno staviti u dilemu, ugrožavajući nešto za čega nema alternative, već ga je prisiljen braniti. Moguća brza promjena situacije kako protivnik ne bi imao dovoljno vremena reagirati je također važan element uspješnosti vojne doktrine.

### Područje djelovanja
Područje djelovanja obuhvaća dio površine kopna, dubinu mora, zračnog prostora. Uspješne vojne operacije zahtijevaju sposobnost da se prevlada područje djelovanja, odnosno da se ima sloboda djelovanja i da se ta sloboda uskrati protivniku unutar jednog područja interesa u određenom razdoblju. 
Prema tome, strateško planiranje mora definirati područje u kojemu će se određena djelovanja, odnosno operacije provoditi, potrebit stupanj snaga i potrebite uvjete da se postigne prevlast u prostoru. 
Na određenom ratištu djeluju raznovrsni čimbenici. Na neke od njih možemo u većoj ili manjoj mjeri utjecati, a nekima kao što su prostor i vrijeme, moramo se prilagođavati. Od prirodnih čimbenika najznačajniji su geografija, klima i vrijeme. 
Prostor
Prostor je jedna od glavnih tema razmatranja u procesu planiranja. Djeluje na prestrojavanje snaga, odabir točke upletanja i vrsti potrebnih snaga i opreme.
Klima i vremenske prilike
Klima i vremenske prilike djeluju na rad ljudi i opreme, koji mogu biti znatno umanjeni pod nepovoljnim uvjetima. Dakle klima i vremenske prilike moraju se uvijek razmatrati preokrenuti na korist kad je to moguće. U nekoj mjeri, geografija i klima će utjecati na strukturu snaga.
Od čimbenika koji su posljedica ljudskog djelovanja možemo istaknuti NKB uvjete.
Nuklearni, biološki i kemijski
Nuklearni, biološki i kemijski uvjeti nameću jake efekte na vojne aktivnosti i veliki rizik loše prosudbe za civilno stanovništvo. Djelotvorne mjere kontrole naoružanja i razoružanja kao i odvraćanje protiv nuklearne, biološke i kemijske uporabe su vrlo važni strateški ciljevi. Dobre obrambene pripreme i procedure zajedno sa strogom obukom su neophodni kao mjere protiv takve uporabe. Takve pripreme omogućuju vođenje vojnih operacija u tim uvjetima.
Stanovništvo u borbenom području
Vojne operacije mogu donijeti štetu civilnom stanovništvu u borbenom području, koje može biti uključeno u djelovanja. Zakoni borbenih sukoba će pružiti zaštitu stanovništvu ograničavajući način na koje se koriste vojne snage (npr. odabir cilja i vrste oružja). U drugim operacijama izvan rata, osobito u onima kao operacije održavanja mira koje zahtijevaju odobrenje, potpora sa strane stanovništva može biti odlučna za uspjeh i svakako će biti neophodno potrebno da se pridobije njihovo povjerenje.

### Snage i sredstva
Snage
Oruđa s kojima zapovjednik raspolaže da bi postigao vojne ciljeve su postrojbe oružanih snaga. Najvjerojatnije, snage iz svih triju grana bit će uključene u većini operacija zajedničko djelujući u povezanu združenu snagu. Potrebito je veliko uvježbavanje da se pripreme snage za složene operacije. Pojedine snage, koje bi mogle odgovoriti u kratkom roku, moraju se držati na vrlo visokom stupnju pripravnosti. Pošto se operacije razvijaju i situacije se mijenjaju, sposobnosti snaga moraju se pažljivo promatrati. Ako se pojavi praznina u njihovim sposobnostima, mora se njih pripremiti i ovo može zahtijevati izravno djelovanje ili djelovanje u kratkom roku. U dužem razdoblju, potrebno je djelovati na ravnoteži snaga, doktrine i obuke kako bi se ispravile slabosti koje su se opazile tijekom operacije.
Sredstva
U širem smislu, uspjeh u suvremenom sukobu protiv dobro opremljenog protivnika zahtijeva kvalitetno informatičko ratovanje, obavještajnu službu i kvalitetan sustav zapovijedanja i nadzora. Sve to će utjecati na kvalitetu i brzinu procesa donošenja odluka.
Osim gore navedenog neophodni je imati fleksibilne i brze borbene snage (uključujući sustave koji mogu precizno primijeniti dalekometnu vatrenu moć) i službe koje mogu osigurati kvalitetnu borbenu potporu. 
Informacijsko ratovanje
Primjena najnovijih tehnologija omogućava komunikaciji, sustavima informacije, senzorima i sustavima oružja da budu povezani i da se procesira i prenosi velika količina informacija. Ovo omogućuje zapovjedniku da koristi svoje snage puno djelotvornije. Međutim, ove prednosti su isto tako i otvorile nove potencijalne slabosti, koji bi protivnik želio iskoristiti (npr. prekidajući tijek informacija, oslabljujući kredibilnost informacija ili miješajući se u sustave oružja).
Pojam informacijsko ratovanje se upotrebljava za djelovanja u napadu ili u obrani svih aktivnosti koje se temelje na informacijama koje podupiru sve vrste operacija. Ministarstvo obrane vodi obrambeno informacijsko ratovanje kroz čitavi spektar aktivnosti. 
Informacije i obavještajna služba
Točna, povjerljiva informacija, uključujući i aktualiziranu obavještajnu službu, je bitna za podupiranje svih obrambenih aktivnosti na svim razinama. Međutim, postoji vrlo ozbiljni rizik da zapovjednici dobiju veliku količinu informacija pa teško mogu razlučiti bitnu od nebitne.
Neophodno je kreirati informacijske sustave i procedure koje mogu filtrirati mnoštvo informacija kako bi se osiguralo da zapovjednici na svakoj razini dobivaju samo ono što je za njih važno. 
Pravovremeno strateško obavještavanje je ključno za djelotvorno upravljanje krizom. Manevarski pristup se oslanja na zdravo strateško i operacijsko obavještavanje. Dakle, rutino obavještajno promatranje mora biti u stanju slijediti geostrateške razvoje, dati dovoljno upozorenje o potencijalnim krizama i pribaviti prikladnu informaciju za planiranje tih eventualnosti. Da bi bilo djelotvorno, moraju se sakupiti obavještajni podaci iz svih izvora. Te podatke je potrebito procijeniti i selektirati na nacionalnoj razini, a obavještajno osoblje mora biti potpuno integrirano u organizaciji za upravljanje krizom. 
Tijekom kriza i sukoba obavještajni napor mora se usredotočiti na protivničku namjeru, sposobnosti i obavještajne praznine da bi se ustanovilo stožernu točku i kritične slabosti. Međutim, uvijek će preostati nesmanjena konfuzija rata zbog nepredvidljiva protivničkog djelovanja, obavještajnim ograničenja i čiste sreće povezane sa suvremenim brzim sukobom. Često, u ratnoj situaciji, zbog brzine djelovanja će prosudba ovisiti o vještini zapovjednika koji treba znati kada se pouzdati svojim predosjećajima i preuzeti hrabre i odlučne odluke, umjesto da čeka potpunu informaciju koja bi najvjerojatnije kasnila.

### Zapovjedanje i nadzor
Zapovijedanje i nadzor je proces koji koristi zapovjednik u planiranju usklađivanju, uporabi i nadzoru snaga osiguravajući time izvršenje zadaće. U realizaciji ovog izuzetno – značajnog procesa zapovjednici se oslanjaju na zapovjedno informacijski sustav – C4I koji uz sustav zapovijedanje i nadzor obuhvaća i sustave komunikacija i računalne potpore za provođenje procesa zapovijedanja. 
Zapovjedno informacijski sustav zapovjednicima treba omogućiti: pouzdanije, kvalitetnije, brže i samostalnije odlučivanje, upravljanje, zapovijedanje i nadzor podređenih postrojbi, a njihovim stožerima za isto takvu pripremu prijedloga odluka, praćenje situacije na bojištu, nadzor i osiguranje ljudskih i logističkih resursa.
- Glavne funkcije sustava C4I su: 
  - C – Command (zapovijedanje),
  - C – Control (nadzor),
  - C – Communication (prijenos i zaštita podataka),
  - C – Computers (procesiranje i prikazivanje podataka),
  - I – Intelligence (obavještajna znanja).

U tehničkom smislu strukturu C4I sustava čine: senzori za prikupljanje podataka, računala za brzo i točno procesiranje podataka, telekomunikacijski digitalni sustavi za pouzdan i brz prijenos i zaštitu podataka, sustavi za prikazivanje borbene situacije i dr. 
Zadaće sustava C4I u miru
Glavne zadaće sustava C4I u miru su obavljanje svakodnevnih operacija, uzbunjivanje i prelazak u ratno stanje.
Zadaće sustava C4I u ratu
Zadaće sustava C4I u ratu su omogućiti zapovjedniku zapovijedanje i kontrolu uključujući obavještajne poslove, logistiku, logističku potporu bojnim djelovanjima, posebne operacije, te odabir ciljeva i planiranje akcija i prepada.
Sustav C4I omogućuje povezivanje glavnog zapovjednika s granskim komponentama, zapovjednicima postrojba za potporu, C4I sustavima podređenih postrojbi i združenih snaga kad se iste organiziraju kao i sa savezničkim ili ujedinjenim snagama. 
Djelotvorno zapovijedanje i nadzor su glavni u uporabi vojnih snaga; potom ako se može paralizirati protivničko zapovijedanje i nadzor, neutralizirat će se njegova vojna djelotvornost. Elementi zapovijedanja i nadzora su znanje, donošenje odluke i komunikacija. Napadačko ratovanje na zapovijedanje i nadzor znači da se napadaju ti elementi bilo fizičko ili drugim načinom. Obrambeno ratovanje na zapovijedanje i nadzor uključuje zaštitu vlastitih sustava. Glavne aktivnosti su fizičko razaranje, elektronsko ratovanje, sigurnosne operacije, psihološke operacije i vojna obmana. Da bi bile djelotvorne, bito je da njihova uporaba bude integrirana s drugim aktivnostima, a ne sukobljena s njima.

## Poveznice
- Ratno umijeće